# Szélkapu (Románia)
A Szélkapu 1524 méter magas hegy Erdélyben, Kovászna megyében, a Háromszéki-havasok tagja. Két kúpidomú sziklaorom, a Szélkapu és Várhegy áll egymás mellett. Fenyvesnőtte roppant láncolatok ezek, amik felemelkednek  a felhők szomszédságába. Nem messze a Szélkapu mögött található az a hegyvonulat, amely a vízválasztót alkotja Erdély és Moldva között, de a határszél ezen jóval belül van. Nemcsak meglepően szép itt a táj, hanem régészetileg is érdekes, mert a Várhegy tetején vár állt régen, – vár, melynek egykori létéről hallgat a történelem, vár, melyről a hagyomány is csak tündérregéket tartott fenn; de a melynek nemcsak egykori létét, hanem nagyszerűségét is tanúsítják a még most is fellelhető rommaradványok.